# El Crucero, Tres Valles
El Crucero är en ort i Mexiko.   Den ligger i kommunen Tres Valles och delstaten Veracruz, i den sydöstra delen av landet, 300 km öster om huvudstaden Mexico City. El Crucero ligger 59 meter över havet och antalet invånare är 390.
Terrängen runt El Crucero är huvudsakligen platt. El Crucero ligger uppe på en höjd. Runt El Crucero är det ganska tätbefolkat, med 75 invånare per kvadratkilometer. Närmaste större samhälle är Tuxtepec, 18,0 km söder om El Crucero. Omgivningarna runt El Crucero är en mosaik av jordbruksmark och naturlig växtlighet.